# François Riga

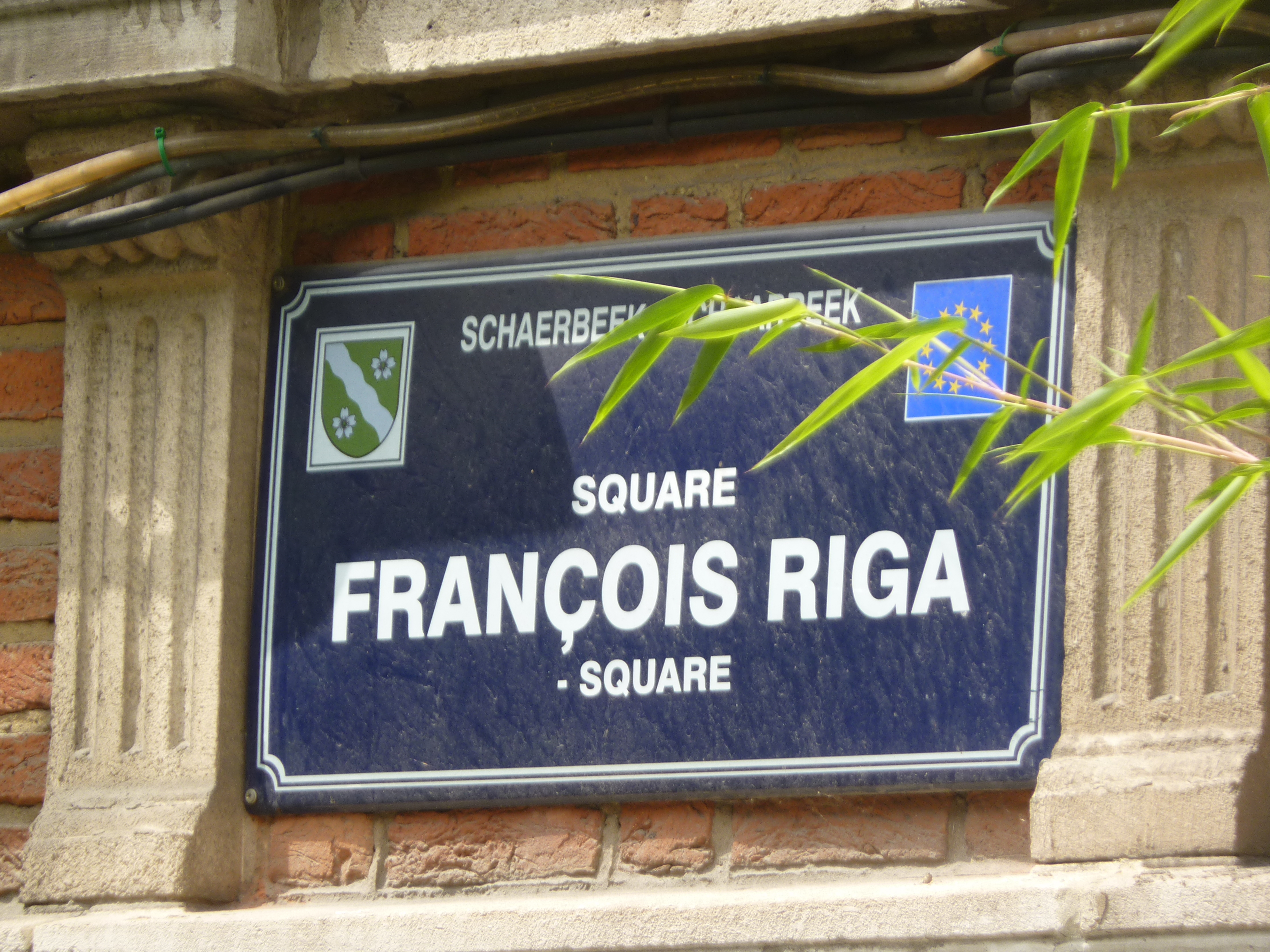
Square François Riga (juli 2014)

Pierre François Riga (Luik, 21 januari 1831 – Schaarbeek, 18 januari 1892) was een Belgische dirigent en componist.
Hij was zoon van Pierre François Riga en Marie Catherina Josephe Goffinet. Riga was zelf getrouwd met pianiste Constance Clotildes Florence Riga, die een jaar na hem overleed.
Hij kreeg zijn eerste lessen van Dieudonné Duguet, kapelmeester aan de plaatselijke kathedraal. Zijn verdere muziekopleiding volgde aan het Koninklijk Conservatorium Brussel van docenten François-Joseph Fétis, Jacques-Nicolas Lemmens (orgel) en Charles Hanssens jr. (orkestratie) . Hij specialiseerde zich in Belgische religieuze werken met de kapel van de Kerk der Minderbroeders en La Caecilia. Zelf schreef hij ook een aantal koorwerken, maar daar lag de nadruk vooral op virtuositeit. Hij schreef daarbij ook in andere genres zoals ouvertures en kamermuziek. Uitvoeringen bleven wel beperkt tot België (Gent, Luik en Brussel)
Hij werd begraven op de Begraafplaats van Brussel te Evere. Hij was benoemd tot ridder in de Leopoldsorde.
Schaarbeek kent sinds 1909 een François Riga-square in de wijk Helmet. Zijn muziek is een eeuw later geheel vergeten.